# Ernannter Landtag (Nordrhein-Westfalen)
Der Ernannte Landtag in einem Gebiet, das aus dem Norden der Rheinprovinz und der Provinz Westfalen bestand und 1946 als Nordrhein-Westfalen vereinigt wurde, war ein nach dem Zweiten Weltkrieg von der britischen Militärregierung eingesetztes Gremium zur Kontrolle der Landesregierung. Der Ernannte Landtag bestand vom 26. September 1946 bis zum 19. April 1947. Vergleichbare Ernannte Landtage wurden auch in anderen Ländern der britischen Besatzungszone eingerichtet. Er war der Vorgänger des ersten gewählten Nordrhein-Westfälischen Landtags von 1947.

## Vorgeschichte
Konkrete Grundlage für den Aufbau neuer politischer Strukturen in der britischen Besatzungszone war die im Sommer 1945 erlassene Direktive „On Administrative, Local and Regional Government and the Public Services“. Erklärte Absicht war der Aufbau einer demokratischen Ordnung nach britischem Vorbild. Der Aufbau politischer Strukturen vollzog sich in den Provinzen Rheinland und Westfalen in verschiedenen Stufen. Den Anfang machte die Gemeindeebene, es folgten die Provinz- und schließlich mit der Gründung von Nordrhein-Westfalen die Landesebene. Erste überlokale Strukturen entstanden im Juni 1945 mit der Ernennung von Provinzialregierungen unter den Oberpräsidenten Robert Lehr für das Rheinland und Rudolf Amelunxen für Westfalen. Ernannte Provinzialräte („Nichtexekutive Provinzialräte“) aus Vertretern der nichtfaschistischen Parteien der Weimarer Republik sowie Persönlichkeiten aus verschiedenen Lebensbereichen standen den Regierungen beratend zur Seite.
Im Sommer 1946 entschloss sich die britische Regierung nach dem Scheitern der Pariser Außenministerkonferenz zur territorialen Neugliederung ihres Besatzungsgebiets. Dies führte unter anderem zur Gründung von Nordrhein-Westfalen. Damit verbunden waren die Einsetzung einer Landesregierung und die Einberufung eines „Repräsentativen Rates“. Der als Ministerpräsident vorgesehene Rudolf Amelunxen wurde verpflichtet, die Mitglieder des Rates über alle politischen Anordnungen der britischen Militärbehörden in vollem Umfang zu unterrichten. Die Existenzdauer des Rates war begrenzt, da die Gesetzgebungskompetenz bei einem gewählten Rat liegen sollte. Die Mitglieder des Rates sollten die verschiedenen Teile von Rheinland und Westfalen repräsentieren und sich aus Vertretern der gerade entstehenden politischen Parteien zusammensetzen. Hinzu kamen die Mitglieder des Landeskabinetts. Auf die genaue Zusammensetzung des Rates nahm die britische Militärregierung, die durch den vor Ort im Stahlhof residierenden Land Commissioner William Asbury geleitet wurde, in der Folge massiven Einfluss. Die Ernennung des Rates erfolgte am 26. September 1946.

## Zusammensetzung
Der ernannte Landtag setzte sich aus je hundert politisch unbelasteten Vertretern aus Nordrhein und Westfalen zusammen. Die Anteile der Parteien daran orientierten sich an den Ergebnissen der preußischen Landtagswahlen von 1932 sowie den Reichstagswahlen desselben Jahres. Ohne Berücksichtigung der Kabinettsmitglieder setzte sich der Landtag aus 71 Abgeordneten der SPD, 66 der CDU, 34 der KPD, 18 des Zentrums, 9 der FDP und 2 unabhängigen Mitgliedern zusammen.
| Fraktionen  | Nordrhein | Westfalen | Land |
| ----------- | --------- | --------- | ---- |
| SPD         | 36        | 35        | 71   |
| CDU         | 36        | 30        | 66   |
| KPD         | 14        | 20        | 34   |
| Zentrum     | 8         | 10        | 18   |
| FDP         | 4         | 5         | 9    |
| Unabhängige | 2         | 0         | 2    |
| Gesamt      | 100       | 100       | 200  |

Die konstituierende Sitzung fand am 2. Oktober 1946 im Düsseldorfer Opernhaus statt. Danach tagte das Parlament in einem Saal der Henkel-Werke. Die Arbeitsbedingungen der Parlamentarier waren dürftig und provisorisch. Es gab keine Arbeitspulte, keine Räume für Fraktions- oder Ausschusssitzungen. Zudem fanden im Plenarsaal regelmäßig Theater- und Kinovorstellungen für die Mitarbeiter der Henkelwerke und für britische Soldaten statt.
Erster Präsident wurde Ernst Gnoß (SPD), Vizepräsidenten waren Karl Arnold (CDU) und Konrad Skrentny (KPD). Bereits in der ersten Sitzung übte der Fraktionsvorsitzende der CDU, Konrad Adenauer, Kritik an der parteipolitischen Zusammensetzung der Versammlung, die nicht den tatsächlichen politischen Mehrheitsverhältnissen entspreche. In der Tat machten die Kommunalwahlen am 13. Oktober 1946 deutlich, dass die Union mit 46 % deutlich vor der SPD mit 33 % lag. Dies machte in der Folge auch eine Umbildung des Landtages unumgänglich. Nach der Neuzusammensetzung vom 29. November 1946 hatte der Landtag nunmehr 92 CDU-Abgeordnete, 66 von der SPD, 19 von der KPD, 12 vom Zentrum und 8 FDP-Mitglieder. Neuer Präsident wurde Robert Lehr (CDU).
Am 25. Februar 1947 traten infolge der Eingliederung des Landes Lippe nach Nordrhein-Westfalen die ehemaligen lippischen Landtagsabgeordneten Emil Feldmann (SPD), Wilhelm Mellies (SPD), Ernst August Schlinkmeier (CDU) und Hermann Wendt (CDU) dem nordrhein-westfälischen Landtag bei.

## Kompetenzen
Der Landtag hatte anfangs keine legislative Gewalt, war aber berechtigt, der Militärregierung Gesetze vorzuschlagen. Außerdem konnte er Entschließungen verabschieden, die von der Landesregierung angenommen werden sollten, vorausgesetzt diese richteten sich nicht gegen die Militärbehörden. Der Landtag hatte das Recht, eine beliebige Zahl von Ausschüssen zu bilden. Die Versammlung hatte nicht das Recht, das Landeskabinett oder seine Mitglieder zu entlassen oder gar zu ernennen. Nur eine offizielle Missbilligung war möglich.
Am 1. Dezember 1946 wurden die Befugnisse der Länder in der britischen Zone neu geregelt. Danach erhielten die Landtage nunmehr die Gesetzgebungskompetenz, vorbehaltlich der Rechte des Kontrollrats. Gesetze mussten außerdem der Militärregierung vorgelegt werden, die das Rechte hatte, dem Gesetz zuzustimmen oder es zurückzuweisen. Allerdings gab es eine Reihe von Bereichen, die der Gesetzgebungskompetenz des Landtages verschlossen blieben. Außerdem war der Landtag an einige von der Militärregierung getroffene Entscheidungen gebunden.

## Politische Schwerpunktthemen
Insgesamt trat der ernannte Landtag zwischen Oktober 1946 und März 1947 zu vier Plenarsitzungen zusammen und erließ vier Gesetze. Im Zentrum stand die Ausarbeitung einer Geschäftsordnung, die am 12. November 1946 beschlossen wurde. Das nächste wichtige Thema war die Beratung und Verabschiedung eines Wahlgesetzes. Dieses wurde am 23. Januar 1947 verabschiedet. Allerdings wurde es von der Militärregierung nicht genehmigt und wurde in abgeänderter Form erst am 5. März 1947 beschlossen.
Angesichts der eingeschränkten Gesetzgebungskompetenz wurden Entschließungen und Resolutionen wichtige parlamentarische Instrumente. Debattiert wurde unter anderem über die Wohnungsnot, Brennstoffmangel, Ernährungslage und andere Notlagen der unmittelbaren Nachkriegszeit. Hinzu kamen Wiederaufbau, Aufbau von Polizei und Verwaltung, Neuordnung des Erziehungs- und Schulwesens, die Abwehr von Demontagen und die Sozialisierung der Grundstoffindustrie. Zur Entnazifizierungsfrage wurde ein Unterausschuss gebildet.

## Mitglieder
- Liste der Mitglieder des 1. Ernannten Landtages Nordrhein-Westfalen
- Liste der Mitglieder des 2. Ernannten Landtages Nordrhein-Westfalen